# Violfrøstjerne
Violfrøstjerne (Thalictrum delavayi) er en flerårig, urteagtig plante med en opret, forgrenet vækst. Planten er sent blomstrende, hårdfør og meget velegnet i buketter. Derfor dyrkes den i haver og parker.

## Kendetegn
Violfrøstjerne er en flerårig, urteagtig plante med en opret og forgrenet vækst. Stænglen er rund i tværsnit og helt hårløs. Den bærer spredte blade og de endestillede toppe af blomster. Bladene er flerdobbelt fjersnitdelte med omvendt ægformede småblade, der har tre lapper yderst og ellers hel rand. Oversiden er grågrøn, mens undersiden er lyst grågrøn. Begge bladsider er hårløse. Blomsterne er samlet i endestillede toppe, og hver enkelt blomst er uregelmæssig med 4-5 blosterblade og talrige støvdragere. Frugterne er nødder.
Rodsystemet består af jordstængler, som bærer de trævlede rødder.
Planten når en størrelse på 1,2 m i højden og 0,6 m i bredden (det sidste mål afhænger meget af, hvorvidt planten har dannet en større bevoksning ved hjælp af skud fra jordstænglerne).

## Hjemsted
Violfrøstjerne er naturligt forekommende i de vestlige provinser af Kina: Sichuan, Xizang og Yunnan. Arten er knyttet til skove, krat, græsningsarealer og skyggede steder, hvor jordbunden er fugtig, men veldrænet. 
I de fugtige tykninger op gennem en stejl slugt ved vejen mellem Xiangcheng og Daocheng, ca. 20 km fra Xiangcheng vokser artern i skov med nåletræer (fyr, ædelgran og gran) og mindre løvtræer (poppel, løn, kirsebær, tørst, syren og birk) sammen med bl.a. afghansk snabelkalla, Berberis dictyophylla, Carex obscura (en art af star), Codonopsis convolvulacea (en art af snerleklokke), Delphinium kamaonense (en art af ridderspore), Indigofera szechuanensis (en art af indigo), Ligularia dictyoneura (en art af nøkketunge), Lilium xanthellum (en art af lilje), Nepeta stewartiana (en art af katteurt), Pedicularis axillaris (en art af troldurt), Rhamnus tangutica (en art af tørst), Ribes alpestre  (en art af ribs), Rosa sikangensis  (en art af rose), Rubus pedunculosus  (en art af brombær), russisk buskpotentil, Zanthoxylum bungeanum (én af de to arter af tandved, der bruges til Sichuan peber) og rød snabelkalla

## Note
1. ↑  David Boufford m.fl.: Biodiversity of the Hengduan Mountains and Adjacent Areas of Sounth-Central China – fotografier og korte beskrivelser af fund i det vestligste Kina (engelsk)

## Galleri
|  |  |  |